# Піт Сампрас

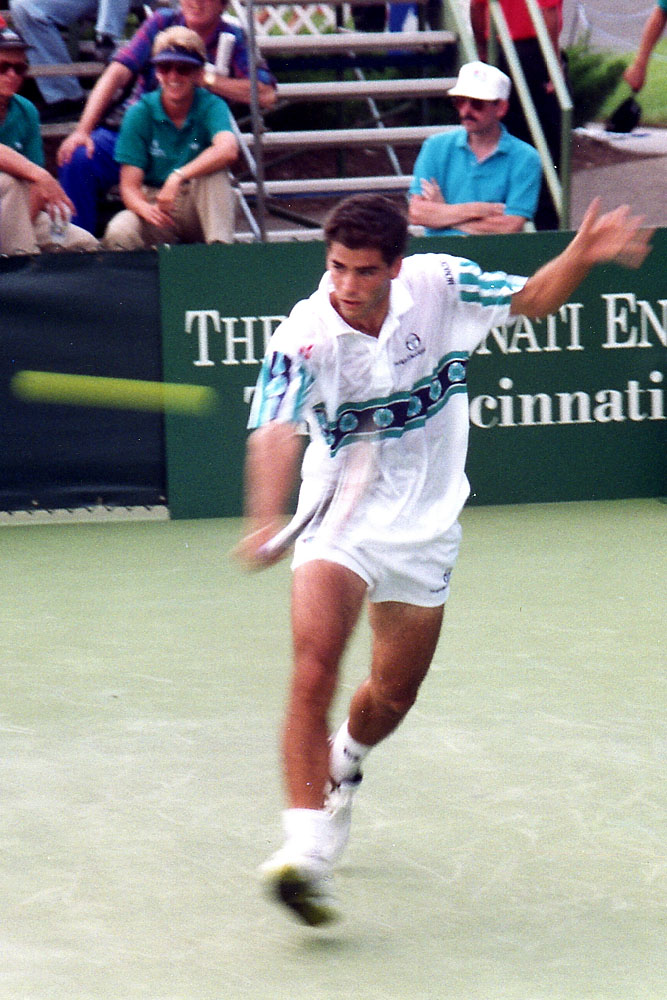
Піт Сампрас у 1992 році

Піт Са́мпрас (англ. Pete Sampras; * 12 серпня 1971, Вашингтон, США) — американський тенісист грецького походження; за свою 15-річну кар'єру виграв 14 турнірів «Великого шлему» та 286 тижнів був першою ракеткою світу, що деякий час було абсолютними рекордами, побитими відповідно у 2009 та 2012 роках Роджером Федерером.

## Біографія
Виріс у Палос-Вердес. Його батько Сотиріос, якого звали просто Сем, працював інженером, мати Георгі — домогосподаркою. Піт почав грати в теніс в 7 років і коли йому здійснилося 9, батько попросив Піта Фішера, лікаря й гравця — аматора, займатися із сином. Фішер був так захоплений здатністю хлопчика до гри, що став його постійним тренером.
Сампрас рідко вигравав великі дитячі турніри. Фішер вірив у свого учня й уважав, що йому необхідно грати в старших вікових групах де більше сильних гравців. В 14 років Фішер порадив змінити дворучний удар зліва на одноручний і перейти на тактику гри: подача — вихід до сітки. Фішер сказав Піту, що коли-небудь ці зміни допоможуть йому виграти Вімблдон й US Open.
В 16 Сампрас стає професіоналом і приблизно в той же час розриває стосунки з Фішером. В 1990 Сампрас, який займав тоді 81 рядок рейтингу, приголомшив тенісний світ ставши наймолодшим чемпіоном US Open. Вік переможця був 19 років й 28 днів.
В 1991 він програє в 1/4 фіналу чемпіонату Америки. Багато тенісистів почали критикувати його гру. В 92-ому Сампрас виграє 5 турнірів АТР, рахунок його перемог-поразок цього року 70-18. Він грає за команду США, що виграє Кубок Девіса.
12 квітня 1993 Сампрас уперше став першим номером рейтингу АТР. В 1995 році у фіналі Відкритий чемпіонат Австралії з тенісу Сампрас програє А. Агассі. Це був другий й останній з 13 фіналів «Великого шлему», що він програв (після US Open — 93).
Піт став першим американцем, що зумів 3 рази підряд виграти Вімблдон. В 1997 Сампрас здобуває перемоги на Відкритому чемпіонаті Австралії й на Вімблдоні, а в 1998 він виграє його вп'яте. І лише одна єдина річ, відсутня в списку перемог Піта — Roland Garros, де він за всю кар'єру не зміг пробитися навіть до фіналу. Будучи тенісистом класичного стилю Serve and volley, Сампрас показував невпевнені результати на ґрунтовому покритті.
Себе самого Піт Сампрас вважає спокійним і неемоційним спортсменом. Він прекрасно знає, що не належать до тих спортсменів, чиї портрети дівчата вивішують на стінах своїх затишних спалень. На корті він нагадує не шоумена, а радше бульдога: із завзятістю, гідною замилування, він громить своїх суперників, не залишаючи їм найменшої надії на успіх. Він уважається найкращим тенісистом — на рівні «золотих» старих Рода Лейвера, Джиммі Коннорса, Івана Лендла й Бйорна Борга, а також Роджера Федерера.

## Спортивні досягнення
Професіонал з 1988 року. Виграв 64 турніри в одиночному й 2 турніри в парному розряді.
Найкращі результати в турнірах «Великого шлему» (в одиночному розряді):
- Дворазовий переможець Відкритого чемпіонату Австралії (1994, 1997).
- Семиразовий переможець Вімблдону (1993, 1994, 1995, 1997, 1998, 1999, 2000), рекорд, який зміг перевершити Роджер Федерер (восьмиразовий переможець цього турніру).
- П'ятикратний переможець Відкритого чемпіонату США (1990, 1993, 1995, 1996, 2002), що також є рекордом, який Сампрас поділяє з Роджером Федерером та Джиммі Коннорсом .
- Півфіналіст Відкритого чемпіонату Франції (1996).

П'ятикратний переможець кубку Мастерс (1991, 1994, 1996, 1997, 1999).
Перша ракетка світу з 12 квітня 1993, зберігав титул (з перервами) 286 тижнів — рекорд, що здавався вічним був побит Роджером Федерером 16 липня 2012 року. Протягом шести років поспіль з 1993 до 1998 Сампрас закінчував сезон як перша ракетка світу.
Офіційно завершив професійну кар'єру в 2003, хоча фактично не брав участі в змаганнях після перемоги на Відкритому чемпіонаті США 2002 року.
В 2007 почав виступати в «серії Чемпіонів» — циклі турнірів для ветеранів, що проводиться в США.

## Статистика

### Історія виступів на турнірах Великого шлему
| Турнір          | 1988 | 1989 | 1990 | 1991 | 1992 | 1993 | 1994 | 1995 | 1996 | 1997 | 1998 | 1999 | 2000 | 2001 | 2002 | Усп     | В–П    | %       |
| --------------- | ---- | ---- | ---- | ---- | ---- | ---- | ---- | ---- | ---- | ---- | ---- | ---- | ---- | ---- | ---- | ------- | ------ | ------- |
| Australian Open |      | 1к   | 4к   | A    | A    | ПФ   | П    | Ф    | 3к   | П    | ЧФ   | A    | ПФ   | 4к   | 4к   | 2 / 11  | 45–9   | 83.33 % |
| French Open     |      | 2к   | A    | 2к   | ЧФ   | ЧФ   | ЧФ   | 1к   | ПФ   | 3к   | 2к   | 2к   | 1к   | 2к   | 1к   | 0 / 13  | 24–13  | 64.86 % |
| Wimbledon       |      | 1к   | 1к   | 2к   | ПФ   | П    | П    | П    | ЧФ   | П    | П    | П    | П    | 4к   | 2к   | 7 / 14  | 63–7   | 90 %    |
| US Open         | 1к   | 4к   | П    | ЧФ   | Ф    | П    | 4к   | П    | П    | 4к   | ПФ   | A    | Ф    | Ф    | П    | 5 / 14  | 71–9   | 88.75 % |
| В–П             | 0–1  | 4–4  | 10–2 | 6–3  | 15–3 | 23–2 | 21–2 | 20–2 | 18–3 | 19–2 | 17–3 | 8–1  | 18–3 | 13–4 | 11–3 | 14 / 52 | 203–38 | 84.23 % |

## Титули (66)
| Легенда                |
| Великий шлем (14)      |
| Мастерс (5)            |
| ATP Мастерс Серія (11) |
| ATP Тур (34)           |

### Переможні фінали (64)
| №   | Рік  | Турнір                                                      | Фіналіст            | Рахунок                 |
| 1.  | 1990 | Філадельфія, США                                            | Гомес Андре         | 7-6, 7-5, 6-2           |
| 2.  | 1990 | Манчестер, Велика Британія                                  | Блум Гілард         | 7-6, 7-6                |
| 3.  | 1990 | US Open, Нью-Йорк, США                                      | Агассі Андре        | 6-4, 6-3, 6-2           |
| 4.  | 1990 | Кубок Великого шлему, Мюнхен, Німеччина                     | Гілберд Бред        | 7-5, 7-6, 7-5           |
| 5.  | 1991 | Лос Анжелес, США                                            | Гілберд Бред        | 6-2, 6-7, 6-3           |
| 6.  | 1991 | Індіанаполіс, США                                           | Бекер Борис         | 7-6, 3-6, 6-3           |
| 7.  | 1991 | Ліон, Франція                                               | Делатері Олівер     | 6-1, 6-1                |
| 8.  | 1991 | Франкфурт, Німеччина                                        | Джим Кур'є          | 3-6, 7-6, 6-3, 6-4      |
| 9.  | 1992 | Філадельфія, США                                            | Мансдорф Амос       | 6-1, 7-6, 2-6, 7-6      |
| 10. | 1992 | Кіцбюель, Австрія                                           | Манчіні Альберто    | 6-3, 7-5, 6-3           |
| 11. | 1992 | Цінціннаті, США                                             | Лендл Іван          | 6-3, 3-6, 6-3           |
| 12. | 1992 | Індіанаполіс, США                                           | Джим Кур'є          | 6-4, 6-4                |
| 13. | 1992 | Ліон, Франція                                               | Седрік Пйолін       | 6-4, 6-2                |
| 14. | 1993 | Сідней, Австралія                                           | Мустер Томас        | 7-6, 6-1                |
| 15. | 1993 | Маямі, США                                                  | Вашингтон Малівай   | 6-3, 6-2                |
| 16. | 1993 | Токіо, Японія                                               | Гілберт Брад        | 6-2, 6-2, 6-2           |
| 17. | 1993 | Гонконг, Китай                                              | Джим Кур'є          | 6-3, 6-7, 7-6           |
| 18. | 1993 | Вімблдонський турнір, Лондон, Велика Британія               | Джим Кур'є          | 7-6, 7-6, 3-6, 6-3      |
| 19. | 1993 | US Open, Нью-Йорк, США                                      | Седрік Пйолін       | 6-4, 6-4, 6-3           |
| 20. | 1993 | Ліон, Франція                                               | Седрік Пйолін       | 7-6, 1-6, 7-5           |
| 21. | 1993 | Антверпен, Бельгія                                          | Густавсон Магнус    | 6-1, 6-4                |
| 22. | 1994 | Сідней, Австралія                                           | Лендл Іван          | 7-6, 6-4                |
| 23. | 1994 | Відкритий чемпіонат Австралії, Мельбурн, Австралія          | Мартін Тодд         | 7-6, 6-4, 6-4           |
| 24. | 1994 | Індіан-Веллс, США                                           | Корда Петр          | 4-6, 6-3, 3-6, 6-3, 6-2 |
| 25. | 1994 | Маямі, США                                                  | Агассі Андре        | 5-7, 6-3, 6-3           |
| 26. | 1994 | Осака, Японія                                               | Рокс Ліонель        | 6-2, 6-2                |
| 27. | 1994 | Токіо, Японія                                               | Чанг Майкл          | 6-4, 6-2                |
| 28. | 1994 | Рим, Італія                                                 | Бекер Борис         | 6-1, 6-2, 6-2           |
| 29. | 1994 | Вімблдонський турнір, Лондон, Велика Британія               | Іванішевич Горан    | 7-6, 7-6, 6-0           |
| 30. | 1994 | Антверпен, Бельгія                                          | Ларссон Магнус      | 7-6, 6-4                |
| 31. | 1994 | Франкфурт, Німеччина                                        | Бекер Борис         | 4-6, 6-3, 7-5, 6-4      |
| 32. | 1995 | Індіан-Веллс, США                                           | Агассі Андре        | 7-6, 7-5, 6-2           |
| 33. | 1995 | Лондон, Велика Британія                                     | Гі Форже            | 7-6, 7-6                |
| 34. | 1995 | Вімблдонський турнір, Лондон, Велика Британія               | Бекер Борис         | 6-7, 6-2, 6-4, 6-2      |
| 35. | 1995 | US Open, Нью-Йорк, США                                      | Агассі Андре        | 6-4, 6-3, 4-6, 7-5      |
| 36. | 1995 | Париж, Франція                                              | Бекер Борис         | 7-6, 6-4, 6-4           |
| 37. | 1996 | Сан-Хосе, США                                               | Агассі Андре        | 6-2, 6-3                |
| 38. | 1996 | Мемфіс, США                                                 | Мартін Тодд         | 6-4, 7-6                |
| 39. | 1996 | Гонконг, Китай                                              | Чанґ Майкл          | 6-4, 3-6, 6-4           |
| 40. | 1996 | Токіо, Японія                                               | Ренеберг Річчі      | 6-4, 7-5                |
| 41. | 1996 | Індіанаполіс, США                                           | Іванішевич Горан    | 7-6, 7-5                |
| 42. | 1996 | US Open, Нью-Йорк, США                                      | Чанг Майкл          | 6-1, 6-4, 7-6           |
| 43. | 1996 | Базель, Швейцарія                                           | Дрікман Хендрік     | 7-5, 6-2, 6-0           |
| 44. | 1996 | Ганновер, Німеччина                                         | Бекер Борис         | 3-6, 7-6, 7-6, 6-7, 6-4 |
| 45. | 1997 | Відкритий чемпіонат Австралії з тенісу, Мельбурн, Австралія | Мойя Карлос         | 6-2, 6-3, 6-3           |
| 46. | 1997 | Сан-Хосе, США                                               | Руседскі Грег       | 3-6, 5-0 від.           |
| 47. | 1997 | Філадельфія, США                                            | Рафтер Патрік       | 5-7, 7-6, 6-3           |
| 48. | 1997 | Вімблдонський турнір, Лондон, Велика Британія               | Седрік Пйолін       | 6-4, 6-2, 6-4           |
| 49. | 1997 | Цінцінаті, США                                              | Мустер Томас        | 6-4, 6-4, 6-3           |
| 50. | 1997 | Кубок Великого шлему, Мюнхен, Німеччина                     | Рафтер Патрік       | 6-2, 6-4, 7-5           |
| 51. | 1997 | Париж, Франція                                              | Юхан Бйоркман       | 6-3, 4-6, 6-3, 6-1      |
| 52. | 1997 | Ганновер, Німеччина                                         | Кафельніков Євген   | 6-3, 6-2, 6-2           |
| 53. | 1998 | Філадельфія, США                                            | Енквіст Томас       | 7-5, 7-6                |
| 54. | 1998 | Атланта, США                                                | Столтенберг Джейсон | 6-7, 6-3, 7-6           |
| 55. | 1998 | Вімблдонський турнір, Лондон, Велика Британія               | Іванішевич Горан    | 6-7, 7-6, 6-4, 3-6, 6-2 |
| 56. | 1998 | Відень, Австрія                                             | Кучера Кароль       | 6-3, 7-6, 6-1           |
| 57. | 1999 | Лондон, Велика Британія                                     | Тім Генман          | 6-7 6-4 7-6             |
| 58. | 1999 | Вімблдонський турнір, Лондон, Велика Британія               | Агассі Андре        | 6-3, 6-4, 7-5           |
| 59. | 1999 | Лос-Анджелес, США                                           | Агассі Андре        | 7-6, 7-6                |
| 60. | 1999 | Цінцінаті, США                                              | Рафтер Патрік       | 7-6 6-3                 |
| 61. | 1999 | Ганновер, Німеччина                                         | Агассі Андре        | 6-1, 7-5, 6-4           |
| 62. | 2000 | Маямі, США                                                  | Куертен Густаво     | 6-1, 6-7, 7-6, 7-6      |
| 63. | 2000 | Вімблдонський турнір, Лондон, Велика Британія               | Рафтер Патрік       | 6—7, 7—6, 6—4, 6—2      |
| 64. | 2002 | US Open, Нью-Йорк                                           | Агассі Андре        | 6-3, 6-4, 5-7, 6-4      |

### Виграні фінали в парі (2)
- 1989 Рим
- 1995 Лондон